# Bactropota woodi
Bactropota woodi är en tvåvingeart som beskrevs av Mario Bezzi 1924. Bactropota woodi ingår i släktet Bactropota och familjen borrflugor. Inga underarter finns listade.